# Милосердие Матери
«Милосердие Матери» (англ. Mother's Mercy) — десятый и финальный эпизод пятого сезона фэнтезийного сериала канала HBO «Игра престолов», и 50-й во всём сериале. Сценарий написали создатели сериала Дэвид Бениофф и Д. Б. Уайсс, а режиссёром стал Дэвид Наттер. Премьера состоялась 14 июня 2015 года.

## Сюжет

### На Севере
Погодные условия в лагере Станниса (Стивен Диллэйн) кардинально улучшились: дорога в сторону Винтерфелла свободна. Мелисандра (Кэрис ван Хаутен) утверждает, что в благодарность за жертвоприношение Ширен Красный Бог сдержал своё обещание. Однако Станнис переживает из-за гибели дочери и холодно обращается с Мелисандрой. Офицеры докладывают Станнису, что после сожжения Ширен наёмники ушли, оставив его только с половиной армии. Кроме того, Селиса (Тара Фицджеральд) повесилась, не выдержав мук совести из-за смерти Ширен. Несмотря на все эти неудачи, Станнис приказывает оставшимся войскам маршировать вперёд, планируя осадить Винтерфелл. Вдруг появляется армия Болтонов, значительно превосходящая армию Станниса. Понимая, что это конец, Станнис ведёт остатки своей армии в последний бой. В коротком ожесточенном сражении его поредевшая армия перестаёт существовать.
Между тем в Винтерфелле Сансе (Софи Тёрнер) удаётся сбежать из своей комнаты и зажечь свечу в разрушенной башне, подав сигнал о помощи. Но Бриенна (Гвендолин Кристи) и Подрик (Дэниел Портман), которые обустроили лагерь в близлежащем лесу, замечают приближение армии Станниса, и Бриенна уходит, так и не увидев условного сигнала. Когда Санса возвращается в свою комнату, то попадается на глаза Миранде (Шарлотта Хоуп), которая с луком и стрелами в руках грозит её изуродовать из ревности. Но в последний момент Теон (Альфи Аллен) останавливает и сбрасывает Миранду с высоты во внутренний двор замка. В этот момент победоносная армия Болтонов возвращается в Винтерфелл. Теон и Санса, решив, что падение со стены лучше попадания в плен изверга Болтона, хватаются за руки и спрыгивают со стен замка.
Станнису удаётся бежать с поля боя в лес, но он серьёзно ранен в стычке с несколькими солдатами Болтонов. Его находит Бриенна и объявляет о своём намерении убить его в отместку за смерть Ренли. После того, как Станнис принимает свою судьбу и велит ей «исполнять свой долг», она поднимает свой меч и казнит его.

### В Королевской Гавани
Серсея (Лина Хиди) кается в своём грехе прелюбодеяния с кузеном Ланселем перед Его Воробейшеством (Джонатан Прайс). Его Воробейшество решает оказать ей «Милосердие Матери» и позволить вернуться в Красный Замок, но приказывает предстать перед судом за другие грехи, покаяться в которых она отказалась, и пройти «искупление». Серсею раздевают, коротко стригут и заставляют идти обнажённой весь путь от Великой Септы Бейелора до Красного Замка. Когда она идёт, над ней издевается, глумится и кидает в неё мусор и нечистоты разъярённая толпа. Вернувшись в Красный Замок, Серсея падает в слезах на землю. Её прикрывает плащом Квиберн (Антон Лессер), который показывает ей нового члена Королевской Гвардии — воскресшего Григора Клигана (Хафтор Юлиус Бьёрнссон).

### В Дорне
Доран Мартелл (Александр Сиддиг) и Эллария (Индира Варма) провожают Джейме (Николай Костер-Вальдау), Мирцеллу (Нелл Тайгер Фри), Бронна (Джером Флинн) и Тристана (Тоби Себастьян) в Королевскую Гавань. На корабле Мирцелла признаётся в том, что она знает, что Джейме её настоящий отец, и что она рада за него и Серсею (Лина Хиди). Однако у неё неожиданно начинает идти кровь из носа, она падает, и выясняется, что Эллария тайно отравила её прощальным поцелуем.

### В Браавосе
Арья (Мэйси Уильямс) проникает в бордель, в котором находится Мерин Трант (Иэн Битти), взяв одно из лиц из Чёрно-Белого Дома. Затем она многократно пронзает ножом Транта, раскрыв ему свою настоящую личность, прежде чем перерезать горло. Когда она возвращается в Чёрно-Белый Дом, то вызывает гнев Якена Хгара (Том Влашиха) и Бродяжки (Фэй Марсей). Якен ругает Арью за то, что она отняла не ту жизнь, и что другая жизнь должна быть отнята взамен, чтобы задобрить Многоликого Бога. Затем Якен кончает жизнь самоубийством, выпив пузырёк с ядом, чем шокирует Арью. Внезапно Бродяжка меняет собственное лицо на лицо Якена и объясняет Арье, что «Якен» никогда на самом деле не существовал, и что она всё это время разговаривала с «Никем». Бродяжка также говорит Арье, что надевание лица для тех, кто не является «Никем», равносильно принятию яда, и Арья внезапно слепнет.

### За Узким морем
С исчезновением Дейенерис (Эмилия Кларк), улетевшей на Дрогоне, её приближённые не могут решить, что делать в её отсутствие. Наконец Даарио (Михиль Хаусман) и Джорах (Иэн Глен) решают отправиться на поиски Дейенерис, в то время как Тирион (Питер Динклэйдж) остаётся, чтобы управлять городом. Когда Тирион наблюдает, как Джорах и Даарио уходят, и обдумывает свои дальнейшие действия, вдруг появляется Варис (Конлет Хилл) и даёт ему советы, к облегчению Тириона сравнив нынешние положения Миэрина и Королевской Гавани.
Тем временем где-то к северу от Миэрина Дрогон приносит Дейенерис в своё логово. Дейенерис пытается приказать Дрогону отвезти её обратно в Миэрин, но Дрогон, усталый и израненный, игнорирует её просьбы и засыпает. Затем Дейенерис начинает бродить по окрестностям. Во время прогулки она натыкается на орду дотракийцев. Прежде чем всадники окружают её, Дейенерис бросает на землю кольцо.

### На Стене
Джон (Кит Харингтон) отправляет Сэмвелла (Джон Брэдли) в Старомест, чтобы тот стал мейстером, вместе с Лилли (Ханна Мюррей) и её ребёнком, признавая (и даже в чём-то одобряя) романтические отношения между Сэмвеллом и Лилли. Давос (Лиам Каннингем) прибывает, чтобы просить припасов и подкрепления из числа одичалых, но Джон отказывается, напоминая Давосу, что они никогда не будут сражаться за Станниса (Стивен Диллэйн). Вскоре после этого прибывает Мелисандра; увидев в каком она состоянии, Джон и Давос понимают, что Станнис потерпел поражение и что Ширен (Керри Инграм) мертва.
Позже Олли (Бренок О’Коннор) говорит Джону, что одичалые недавно видели его дядю Бенджена Старка, и ведёт своего лорда-командующего, чтобы тот поговорил с ними. Выйдя за пределы Чёрного Замка, Джон обнаруживает только сира Аллисера (Оуэн Тил), Боуэна Марша (Майкл Кондрон), Отелла Ярвика (Брайан Форчун) и горстку людей возле столба, на котором написано «Предатель». Когда Джон понимает, что его предали, Аллисер, Боуэн, Отелл и Олли закалывают его, повторяя при этом «За Дозор!», поворачиваются и уходят одиноче. Джон падает на снег и умирает от ран.

## Производство

### Сценарий
Сценарий «Милосердия Матери» был написан создателями сериала Дэвидом Бениоффом и Д. Б. Уайссом. В первую очередь он покрывает романы Джорджа Р. Р. Мартина, «Пир стервятников», глав Сэмвелл I и Кошка-Кет, и «Танец с драконами», глав Джон II, Теон I, Дейенерис X, Серсея I, Серсея II и Джон XIII. Он также содержит материал из предстоящего шестого романа серии Мартина, «Ветра зимы», главы Милосердие.

### Путь искупления Серсеи
Для «пути искупления» обнажённой Серсеи Ланнистер через Королевскую Гавань HBO наняло актрису Ребекку Ван Клив как дублёра тела для Лины Хиди. Во время съёмок сцены в Дубровнике, Хорватия, в октябре 2014 года Ван Клив выступила полностью обнажённой, в то время как Хиди была одета в простую бежевую сорочку. Оба представления были затем объединены монтажной командой шоу, сочетая крупные планы мимики Хиди и общие планы обнажённой прогулки Ван Клив по городу. В некоторых случаях использовали CGI, чтобы поставить лицо Хиди на тело Ван Клив.
Хиди говорит, что шоураннеры решили нанять дублёра тела по «нескольким причинам». Хиди говорит, что она была рада использовать дублёра для сцены, потому что она хотела сосредоточиться на эмоциях персонажа. Другой актёр отметил, что «обширные татуировки» Хиди могли быть ещё одной причиной. Месяцы спустя, Хиди объявила, что она была беременна вторым ребёнком, хотя непонятно, была ли она беременна, когда должны были снимать эту сцену. Сара Бьюкенан из «Express» отмечает странность выбора очень молодого актёра, чтобы сыграть Серсею в среднем возрасте, когда главный итог пути искупления в «Танце с драконами» заключается в том, что когда люди видят, что тело Серсеи не красивое, она теряет большую часть своей загадочности. 27-летняя Ван Клив не показывала какие-либо специфические признаки старения и поздней беременности, за что Серсея в книгах была высмеяна толпой.
Когда проходил кастинг для роли, HBO получило заявки более чем от 1000 актрис, чтобы исполнить роль дублёра тела Хиди для сцены. Подборка из семи финалисток, в том числе Ван Клив, затем прибыла в Белфаст, Северную Ирландию, для прослушивания перед продюсерами шоу. Хиди также приняла решение выйти из процесса кастинга, но режиссёр Дэвид Наттер сказал, что нахождение правильного дублёра было одной из самых важных частей создания финала. «Нам нужен был кто-то, кто мог пройти „Путь позора“ физически, кто мог бы сравниться с целостностью, интенсивностью и чувственностью Лины. Мы нашли потрясающую актрису в Ребекке; она была просто находкой. Мужество этой девушки, которая никогда не делала ничего подобного в своей жизни, которая понимала, что это было важно… когда мы получили, я чувствовал, что мог достичь всего».
Сама Ван Клив описала сцену как «одну из самых страшных, самых замечательных, самых отрадных событий, о которых я могла предполагать… Я бы никогда за миллион лет не додумалась оказаться в Дубровнике, в окружении сотен статистов и членов команды, бросавших в меня еду, но это было восхитительно» и «я надеюсь, что в следующий раз я буду со своей головой». Она также похвалила готовность Хиди помочь ей: Хиди шла позади Ван Клив во время съёмок, тренируя её с ответами персонажа.
Когда шоураннеры впервые объявили о планах съёмок обнажённой сцены в Дубровнике, городская католическая церковь Святого Николая выступила категорически против идеи, так как ходить обнажённой по их священной земле было аморальным. В конце концов, обе стороны пришли к соглашению, что съёмки могут начаться, если обнажённые сцены не будут сняты в местах поклонения. В ходе трёхдневных съёмок, Хиди ходила с Ван Клив во время каждых съёмок, давая понимание всех эмоций, которые чувствовала Серсея. Шестиминутная сцена была снята с использованием 500 статистов.

### Судьба Джона Сноу
Д. Б. Уайсс обсудил решение убить Джона Сноу, сказав, что он чувствовал визуальную среду, которая не давала ему свободу оставить судьбу Джона открытой: «В книге можно представить какую-то двусмысленность. В шоу, каждый видит это таким, какое оно есть. Правило гласит: 'Если не видишь тела, то они не совсем мертвы.' Также как когда мы отрубали голову Неда, мы не хотели Монти-Пайтоновского гейзера крови, но нам нужно было увидеть лезвие, входящее в его шею, и вырезать кадр, где лезвие было посередине шеи. […] нам нужно было, чтобы смерть Неда была совершенно однозначной». Актёр Кит Харингтон сказал о сцене: «Мне понравилось это. Мне понравилось, как они сделали из Олли человека, который убивает меня. Мне понравилось, как история с Торном была завёрнута».
Хотя Уайсс дал понять, что сцена однозначная, эпизод оставил многих зрителей в неуверенности, был ли убит Джон Сноу или просто ранен (его судьба в романах осталась неподтверждённой, со многими спорами по поводу будущих намерений Мартина). Путаница заключается в том, как рецензенты отметили, что Джон был убит в середине истории и его смерть явно не имела повествовательной цели. Например, Нейт Джонс из «Vulture» отмечает: «Легко заметить, что смерти [каждого персонажа] предназначались для расползающегося повествования сериала: казнь Неда отправила детей Старков на произвол судьбы, где никто не наблюдал за ними, в то время как убийство Робба было последним похоронным зовом надежды, что у саги когда-нибудь будет традиционный „счастливый“ конец. Что будет достигнуто, сюжетно, избавлением Джона прямо сейчас?». Как до и после этих объявлений, у пользователей появились предположения, что Джон смог выжить после закалывания и появились теории фанатов о том, как он мог бы это сделать, включая духовное обладание телом его лютоволка или быть вернувшимся к жизни Мелисандрой. Когда спросили в шутку, сыграет ли Кит Харингтон когда-нибудь варга (человека, который овладевает телом животного), Уайсс ответил: «Вам два слова: 6 сезон». В июле 2015 года, фотографии Кита Харингтона, прибывшего в Белфаст, где в основном снимается сериал и куда актёры прибывают для прочтения сценариев 6 сезона, всплыли, подогревая спекуляции о его выживании. Кевин Мазур из «Vanity Fair» отмечает, однако, что Чарльза Дэнса видели в прошлом году в Белфасте, и его персонаж появился только в последующем сезоне как труп.

### Судьбы других персонажей
Различные интервью с продюсерами, режиссёрами и сценаристами подтвердили, что Санса Старк и Теон Грейджой пережили своё падение, в то время как Станнис и Мирцелла определённо погибли после обезглавливания и отравления, соответственно.

## Реакция

### Телерейтинги
«Милосердие Матери» посмотрели около 8.1 миллионов зрителей во время первого показа. Это больше чем у любого предыдущего сезона, превысив 8 миллионов эпизода «Грядущие войны». Было учтено, что у эпизода общий рейтинг 10.43 миллиона зрителей.

### Реакция критиков
«Милосердие Матери» получил похвалу от критиков. Мэтт Фоулер из IGN дал эпизоду рейтинг 9.0, он также оценил возможную смерть Джона Сноу и искупление Серсеи, также как и сюжетные линии Арьи и в Дорне, но чувствовал, что сюжетная линия Сансы была слишком поспешной. Шон Т. Коллинз из Rolling Stone тоже был положителен, написав, что «резня и стыд сделали этот финал сезона пока что самым расстраивающим». Сайт Rotten Tomatoes, на основе 29 отзывов, дал «Милосердии Матери» рейтинг 97 %, со средним рейтингом 9.7/10.

### Награды
На 67-й церемонии вручения премии «Эмми», этот эпизод выдвинут в номинациях лучшая режиссура драматического сериала и лучший сценарий драматического сериала. Благодаря её номинации, Лина Хиди представила этот эпизод для рассмотрения на премию «Эмми» за лучшую женскую роль второго плана в драматическом сериале.
| Год  | Награда                                     | Категория                                                                | Номинант(ы)                                                                                                | Результат |
| ---- | ------------------------------------------- | ------------------------------------------------------------------------ | --- | --------- |
| 2015 | Прайм-тайм премия «Эмми»                    | Лучшая режиссура драматического сериала                                  | Дэвид Наттер                                                                                               | Победа    |
| 2015 | Прайм-тайм премия «Эмми»                    | Лучший сценарий драматического сериала                                   | Дэвид Бениофф и Д. Б. Уайсс                                                                                | Победа    |
| 2015 | Творческая премия «Эмми»                    | Лучшие причёски в сериале                                                | Кевин Александр, Кэндис Бэнкс, Розалия Кулора, Гэри Мачин, Лора Поллок, Никола Маунт                       | Номинация |
| 2015 | Творческая премия «Эмми»                    | Лучший грим в сериале (несложный)                                        | Джейн Уокер и Никола Мэттьюс                                                                               | Победа    |
| 2016 | Премия Гильдии режиссёров США               | Драматический сериал                                                     | Дэвид Наттер                                                                                               | Победа    |
| 2016 | Премия общества по визуальным эффектам 2015 | Лучшее анимационное представление в эпизоде, рекламе или проекте реалити | Флориан Фридман, Джонатан Симмондс, Свен Скозилас, Себастьян Лауэр за «Милосердие Матери» — Раненый Дрогон | Номинация |
| 2016 | Премия общества по визуальным эффектам 2015 | Лучшая композиция в фотореальном эпизоде                                 | Трэвис Ноблз, Марк Спиндлер, Макс Рисс, Надя Динг за «Логово Дрогона»                                      | Номинация |
| 2016 | Премия Гильдии сценаристов США              | Эпизодическая драма                                                      | Дэвид Бениофф и Д. Б. Уайсс                                                                                | Номинация |